# Nephodia partita
Nephodia partita är en fjärilsart som beskrevs av W. Warren 1904. Nephodia partita ingår i släktet Nephodia och familjen mätare. Inga underarter finns listade i Catalogue of Life.